# Le Pin (Seine-et-Marne)
Le Pin település Franciaországban, Seine-et-Marne megyében. Lakosainak száma 1528 fő (2022. január 1.). Le Pin Brou-sur-Chantereine, Chelles, Claye-Souilly, Courtry, Villeparisis és Villevaudé községekkel határos.

## Népesség
A település népességének változása:
| Lakosok száma | 1373 | 1411 | 1420 | 1467 | 1517 | 1568 | 1569 | 1548 | 1528 |
|               | 2013 | 2015 | 2016 | 2017 | 2018 | 2019 | 2020 | 2021 | 2022 |